# Нижньокулойське сільське поселення
Ни́жньокуло́йське сільське поселення (рос. Нижнекулойское сельское поселение) — сільське поселення у складі Верховазького району Вологодської області Росії.
Адміністративний центр — присілок Урусовська.

## Населення
Населення сільського поселення становить 656 осіб (2019; 776 у 2010, 956 у 2002).

## Історія
Станом на 1999 рік до складу Нижньокулойської сільської ради входили 16 населених пунктів. 2006 року сільрада перетворена в сільське поселення.

## Склад
До складу сільського поселення входять:
| Населений пункт            | Населення, осіб (2002) | Населення, осіб (2010) |
| -------------------------- | ---------------------- | ---------------------- |
| Босигінська, присілок      | 26                     | 20                     |
| Бревновська, присілок      | 38                     | 25                     |
| Висотинська, присілок      | 6                      | 6                      |
| Герасимовська, присілок    | 24                     | 10                     |
| Гріхневська, присілок      | 4                      | 0                      |
| Другосимоновська, присілок | 49                     | 51                     |
| Дуравінська, присілок      | 21                     | 11                     |
| Дяконовська, присілок      | 180                    | 155                    |
| Івонинська, присілок       | 4                      | 0                      |
| Ігнатовська, присілок      | 0                      | 0                      |
| Клюкинська, присілок       | 28                     | 17                     |
| Оріховська, присілок       | 96                     | 101                    |
| Симоновська, присілок      | 18                     | 19                     |
| Урусовська, присілок       | 448                    | 355                    |
| Тітовська, присілок        | 6                      | 1                      |
| Щекотовська, присілок      | 8                      | 5                      |